# 10427 Клінкенберг
10427 Клінкенберг (10427 Klinkenberg) — астероїд головного поясу, відкритий 24 вересня 1960 року.
Тіссеранів параметр щодо Юпітера — 3,608.